# Beethoven's 2nd
Beethoven's 2nd is een Amerikaanse familiefilm uit 1993 die geregisseerd is door Rod Daniel. Het is de eerste vervolgfilm sinds het eerste deel uit 1992, Beethoven. Aanvankelijk was er geen vervolg gepland, maar werd door het onverwachte succes van de eerste film geproduceerd. In de film spelen Charles Grodin en Bonnie Hunt, samen met de vier puppy's van Beethoven Tchaikovsky, Chubby, Dolly en Mo.

## Verhaal
De film begint in het huis van de Newtons, waar Beethoven, George, Alice en de drie kinderen waar alles goed is afgestemd op elkaar om samen te leven. Eerder ontmoet Beethoven Missy, een vrouwelijke St. Bernard waarvan de eigenaars proberen om een echtscheiding te regelen. Regina, die 50 000 dollar uit de schikking probeert te halen, heeft de volledige voogdij over Missy behouden, en is van plan om haar over te plaatsen naar Brillo, haar ex-man, nadat de echtscheiding is afgerond. Met de hulp van Beethoven ontsnapt Missy van Regina en worden de St. Bernards verliefd. Missy heeft vier puppy's die op hetzelfde moment door Regina en twee van de Newton-kinderen ontdekt worden. Regina claimt Missy opnieuw en boos als ze is over de pups, maakt ze het plan om van hen af te komen zelfs als dat betekent dat ze gedood moeten worden. De conciërge die Missy en de pups het eerst vond suggereerde dat Regina de pups mogelijk zou kunnen verkopen en een hoop geld ermee kan verdienen. Denkende dat Regina van plan is de pups te verdrinken, dragen Ted en Emily ze in een doos naar huis en verbergen ze hen voor George, waarvan ze denken dat hij geen vier pups wil. Verontwaardigd over de verdwijning van de pups, wil Regina wraak nemen. De drie kinderen, Ted, Emily en Ryce, nemen het op zich de pups te voeden en voor hen te zorgen, zelfs opstaan midden in de nacht en stiekem van school zijn te doen.
Uiteindelijk ontdekken Alice en George de pups; George, op de eerste plaats boos, gaat met tegenzin akkoord om de puppy's te houden tot ze volwassen zijn. Op dit moment zijn de pups vermoedelijk 8-10 weken oud, de kinderen geven ze namen en George herbeleeft de beproevingen van het omgaan met opgroeiende honden. Geconfronteerd met aanzienlijke financiële moeilijkheden, krijgt het gezin een gratis verblijf in een huis dat eigendom is van een van George' zakelijke relaties. Beethoven en de pups zijn enigszins gekalmeerd en gaan mee met het gezin op vakantie. Ryce gaat naar een feestje met vrienden waar ze aan de ondeugden van de tienercultuur blootgesteld wordt zoals binge-drinken en tegen haar wil opgesloten worden in de slaapkamer van haar voormalige vriendje. Beethoven traant het huis uit elkaar, wat zorgt dat Ryce van het potentiële gevaar verwijderd raakt.
Regina en haar nieuwe vriendje Floyd verblijven op een locatie die niet bekend is voor Brillo, toevallig in de buurt van het vakantieverblijf van de Newtons. De Newtons gaan naar een kermis met hun honden en de kinderen overtuigen George ervan deel te nemen aan een hamburgereetwedstrijd met Beethoven. George en Beethoven winnen tot grote teleurstelling van de menigte. Toevallig waren Regina en Floyd op de kermis en hadden Missy achterin hun auto gelaten. Missy ontsnapt uit de auto met de hulp van Beethoven, terwijl Regina achter de kinderen aansluipt en de vier pups van hen wegpakt. Missy en Beethoven lopen de woestenij in, gevolgd door Regina en Floyd. De Newton volgen en halen uiteindelijk Regina, Floyd, Beethoven, Missy en de pups in. Floyd dreigt om de puppy's te laten vallen in de rivier beneden hen en George zegt dat de situatie niet lelijker moet worden. Floyd steekt George in de borst met een stok, maar Beethoven grijpt naar de stok en ramt de stok daarmee in het kruis van Floyd. Hij verliest zijn evenwicht, Regina pakt Floyds hand, en ze vallen over de klif in een modderpoel, die uiteen breekt en ze worden weggevaagd in de rivier.
Vijf maanden later bezoekt Brillo de Newtons met Missy, waarbij hij vertelt dat de rechter in de echtscheiding hem de volledige voogdij over Missy heeft gegeven en niets aan Regina heeft toegekend. Regina en Floyd worden gearresteerd voor dierenmishandeling. De pups zijn dan bijna volledig volgroeid en lopen de trap af om Missy te zien als de film eindigt.

## Rolverdeling
| Acteur              | Personage                            |
| ------------------- | ------------------------------------ |
| Charles Grodin      | George Newton                        |
| Bonnie Hunt         | Alice Newton                         |
| Nicholle Tom        | Ryce Newton                          |
| Christopher Castile | Ted Newton                           |
| Sarah Rose Karr     | Emily Newton                         |
| Debi Mazar          | Regina                               |
| Chris Penn          | Floyd                                |
| Ashley Hamilton     | Taylor Devereaux                     |
| Danny Masterson     | Seth                                 |
| Catherine Reitman   | Janie                                |
| Maury Chaykin       | Cliff Klamath                        |
| Heather McComb      | Michelle                             |
| Felix Heathcombe    | Percy Pennypacker                    |
| Scott Waara         | bankier                              |
| Jeff Corey          | Gus, the Janitor                     |
| Virginia Capers     | Miss Linda Anderson                  |
| Jordan Bond         | Jordan, de krantenjongen             |
| Pat Jankiewicz      | Arthur Lewis                         |
| Damien Rapp         | tiener Heckler                       |
| Kevin Dunn          | Brillo, Missy's eigenaar (onvermeld) |
| Chris               | Beethoven (onvermeld)                |